# Palacio Taranco

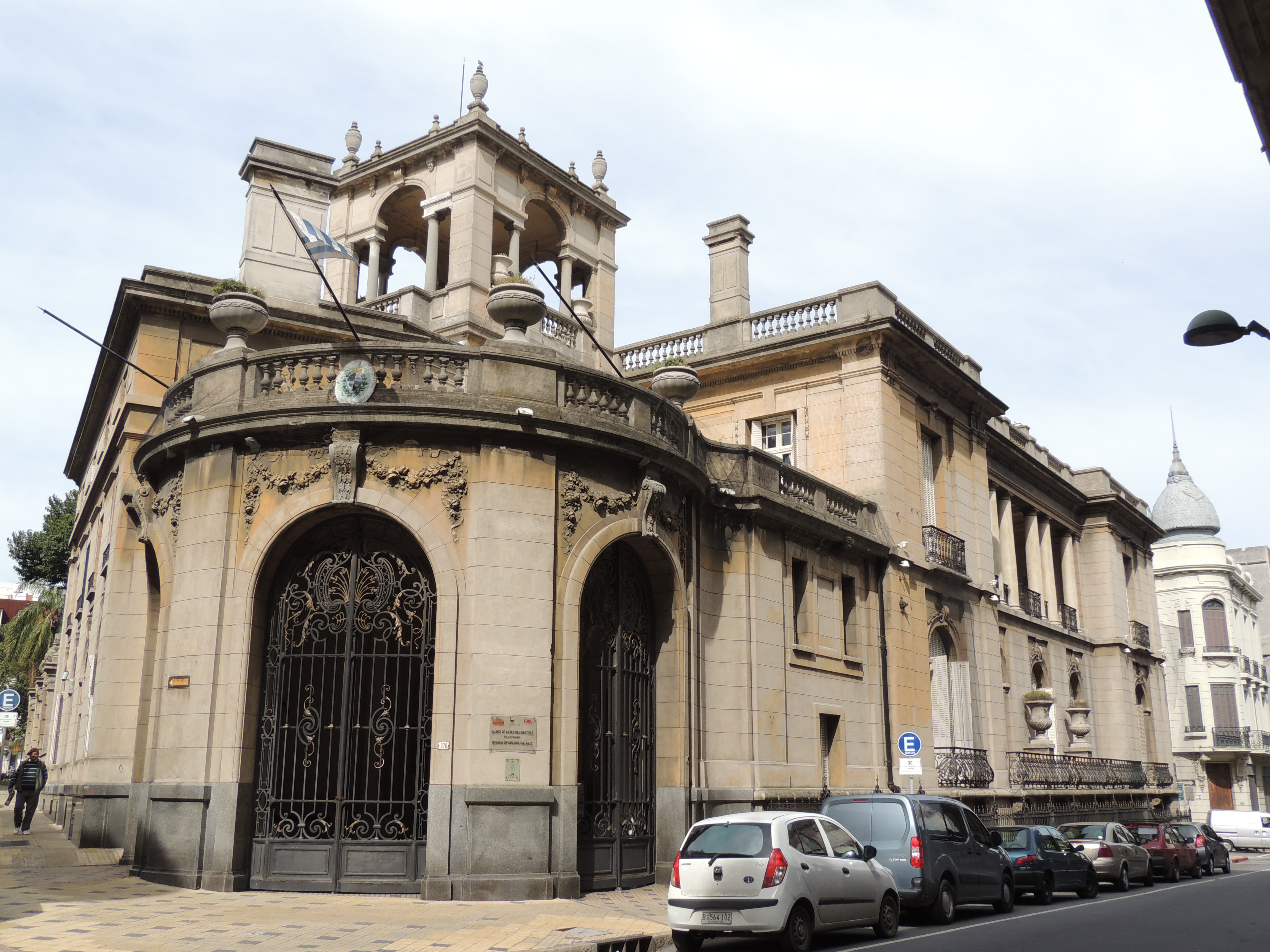
Der Palacio Taranco in Montevideo

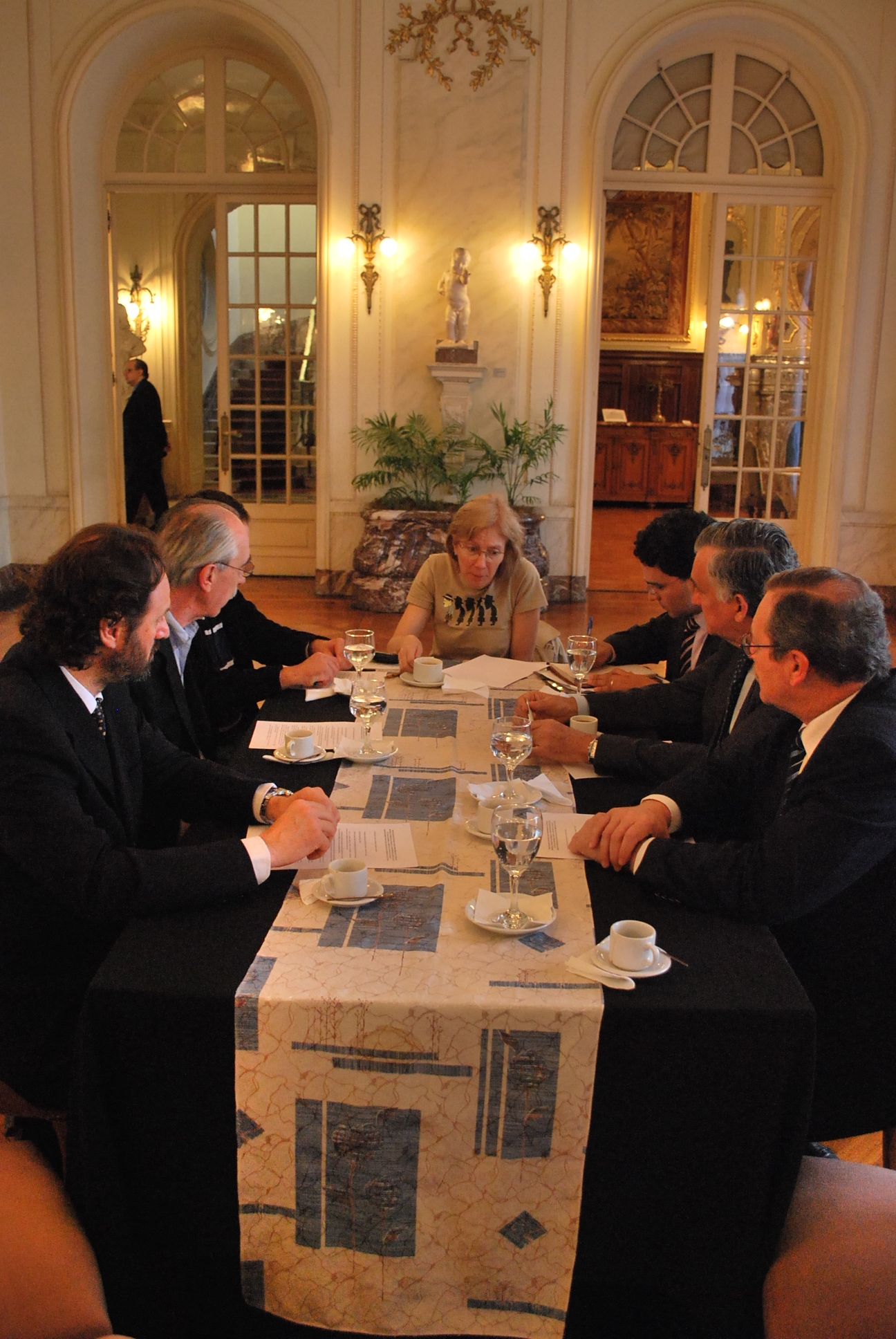
Im Inneren des Palacio Taranco

Der Palacio Taranco ist ein Bauwerk in der uruguayischen Landeshauptstadt Montevideo.
Es beherbergt derzeit das Museo de Artes Decorativas und befindet sich im Herzen der Ciudad Vieja am Plaza Zabala an die Straßen 25 de Mayo, Solís und 1° de Mayo angrenzend. Der zwölf Meter hohe, dreistöckige Palacio Taranco umfasst eine Grundfläche von 1481 m². Das von den französischen Architekten Charles-Louis Girault, dem Erbauer des Petit Palais in Paris, und Jules León Chifflot entworfene, unter Denkmalschutz stehende Gebäude wurde aufgrund einer 1907/08 aufgestellten Planung zwischen 1908 und 1910 erbaut, diente ursprünglich den Brüdern Ortiz Taranco als Residenz und war ausschließlich für Wohnzwecke konzipiert. Die Baukosten betrugen für die damalige Zeit enorme 321.000 Pesos. 1925 war im Gebäude der englische König anlässlich seines Besuchs in Uruguay untergebracht. Im Jahr 1943 erwarb der Staat den Palacio Taranco für das Kulturministerium und 1972 richtete man dann das Museum in den Räumlichkeiten ein. Drei Jahre später erfolgte die Klassifizierung als Monumento Histórico Nacional. 1979 war das Gebäude Schauplatz der Unterzeichnung der Acta de Montevideo. Zeitweise war im Gebäude auch die Academia Nacional de Letras des Bildungs- und Kulturministeriums untergebracht. 1997 wurden Restaurierungsarbeiten unter Leitung der Architekten J. Lezica und E. Ferrari durchgeführt. Während des Día del Patrimonio gehört der Palacio Taranco zu den meistbesuchten Orten.

## Quelle
u. a.:
- Günter Mertins (Hrsg.): Beiträge zur Stadtgeographie von Montevideo (= Marburger geographische Schriften. Heft 108). Im Selbstverlag der Marburger Geographischen Gesellschaft, Marburg 1987, ISBN 3-88353-032-8, S. 126